# Bubnivka, Haisîn
Bubnivka (în ucraineană Бубнівка) este localitatea de reședință a comunei Bubnivka din raionul Haisîn, regiunea Vinnița, Ucraina.

## Demografie
Componența lingvistică a localității Bubnivka
     Ucraineană (97,24%)
     Rusă (2,66%)
     Alte limbi (0,11%)
Conform recensământului din 2001, majoritatea populației localității Bubnivka era vorbitoare de ucraineană (97,24%), existând în minoritate și vorbitori de rusă (2,66%).